# Сняг (филм)
„Сняг“ е български игрален филм, копродукция с Украйна, от 2015 г. на режисьора Венцислав Василев.
Премиерата на филма е по време на XXXIII фестивал „Златна роза“ във Варна на 9 октомври 2015 г. Филмът участва в международната конкурсна програма на XXXI филмов фестивал във Варшава, който се провежда през октомври 2015 г. и в XXV фестивал за източноевропейско кино в Котбус, Германия през ноември 2015 г. По време на XIV фестивал за европейско кино Cinedays в Скопие през 2015 г. печели наградата „Golden Sun“ за най-добър балкански филм. Участва в Международния конкурс на XX София Филм Фест през март 2016 г.

## Актьори
- Пламен Великов
- Ованес Торосян
- Красимир Доков
- Владимир Ямненко
- Ивана Папазова
- Божидар Попчев
- Бисер Маринов
- Константин Асенов